# Stephen Hunter
Stephen Hunter (nascido em 25 de março de 1946) é um escritor americano, ensaísta e vencedor do Prêmio Pulitzer para crítico de cinema.

## Vida e carreira
Stephen Hunter nasceu em Kansas City, Missouri, e cresceu em Evanston, Illinois. Seu pai era Charles Francis Hunter, professor da Universidade Northwestern, que foi morto em 1975. Após estudos de pós-graduação na Universidade Northwestern em 1968, ele passou dois anos nas Forças Armadas dos Estados Unidos em 1971, antes de iniciar uma carreira de jornalismo na Baltimore Sun, onde, em 1982, tornou-se um crítico de cinema. Em 1997, ele deixou o papel pelo Washington Post. Em 2003, ele recebeu o Prêmio Pulitzer.

## Obras

### Série Bob Lee Swagger
1. Point of Impact (1993)
2. Black Light (1996)
3. Time to Hunt (1998)
4. The 47th Samurai (2007)
5. Night of Thunder (2008)
6. I, Sniper (2009)
7. Dead Zero (2010)
8. The Third Bullet (2013)
9. Sniper's Honor (2014)
10. G-Man (2017)
11. Game of Snipers (2019)
12. Targeted (2022)

### Série Earl Swagger
1. Hot Springs (2000)
2. Pale Horse Coming (2001)
3. Havana (2003)

### Ray Cruz
1. Dead Zero (2010)
2. Soft Target (2011)

### Outros
- The Master Sniper (1980)
- The Second Saladin (1982)
- Target (novelização do filme) (1985)
- The Spanish Gambit (1985)
- The Day Before Midnight (1989)
- Dirty White Boys (1994)
- I, Ripper (2015)
- Basil's War (2021)

### Contos
- "Casey at the Bat" (2010) (em Agents of Treachery, editado bpor Otto Penzler)

### Não ficção
- Violent Screen: A Critic's 13 Years on the Front Lines of Movie Mayhem (1996)
- Now Playing at the Valencia: Pulitzer Prize-Winning Essays on Movies (2005)
- American Gunfight: The Plot to Kill Harry Truman and the Shoot-out that Stopped It (2005) com John Bainbridge, Jr.